# Guglielmo II di Borgogna
Guglielmo di Borgogna detto il Tedesco in francese Guillaume II de Bourgogne dit l'Allemand (1085 circa – dopo il 3 gennaio 1125) fu conte della Franca Contea di Borgogna dal 1097 e reggente della contea di Mâcon dal 1102 fino alla sua morte.

## Origine
Guglielmo, secondo il documento nº 102 de LE CARTULAIRE DE MARCIGNY-SUR-LOIRE: 1045-1144, era figlio del conte di Borgogna e conte di Mâcon, Rinaldo II e di Regina d'Oltingen (? - dopo il 1107), figlia di Conone conte di Oltingen come risulta dal documento nº 30 de LE CARTULAIRE DE MARCIGNY-SUR-LOIRE: 1045-1144.

Rinaldo II, secondo il documento nº 3614 del Recueil des chartes de l'abbaye de Cluny. Tome 4 era figlio del conte di Borgogna, conte di Mâcon e conte di Vienne, Guglielmo I, detto il Grande o l'Ardito (1020 – 1087), e di Stefania di Borgogna (ca. 1035 – dopo il 1088), di cui non si conoscono con esattezza gli ascendenti, che, secondo la versione più accreditata, era contessa Vienne, figlia di Gerardo di Vienne.
Guglielmo era nipote di Guido di Borgogna (1050-1124), futuro papa con il nome di Callisto II e di Raimondo di Borgogna (circa 1062 – 1107), futuro conte di Galizia e di Coimbra e futuro padre del re Alfonso VII di Castiglia che sarà detto l'imperatore di Spagna.

## Biografia
Molto probabilmente dopo che i suoi genitori si erano separati, prima del 1088, come risulta dal documento nº 30 bis ancora de LE CARTULAIRE DE MARCIGNY-SUR-LOIRE: 1045-1144, Guglielmo fu educato dal nonno paterno, Conone conte di Oltingen, come conferma nel documento nº 3862 del Recueil des chartes de l'abbaye de Cluny. Tome 5, inerente ad una donazione del 1107, al monastero di Cluny, in cui ricorda il nonno Conone come suo educatore (nutritoris mei Cononis comitis), per questo fu detto il Tedesco, come egli stesso si definisce nel documento nº 3841 del Recueil des chartes de l'abbaye de Cluny. Tome 5, inerente ad una donazione del 1106, al monastero di Cluny (Comes Willelmus quem vocabant Alamannum).
Lo zio, Guido di Borgogna (1050-1124), che, nel 1085, era stato nominato amministratore dell'Arcivescovato di Besançon, nel 1088, secondo Orderico Vitale, divenne arcivescovo di Vienne.
Nel 1097, suo padre, Rinaldo II, che aveva risposto alla chiamata di papa Urbano II ed era partito con i nobili della prima crociata (1096-1099), secondo Alberto di Aquisgrana, canonico e custode della chiesa di Aquisgrana, data la giovane età di Guglielmo, aveva lasciato come reggente della contea il proprio fratello e zio di Guglielmo, Stefano.
Alla morte del padre, Rinaldo II, che ancora secondo Alberto di Aquisgrana, avvenne nel 1101, mentre si stava recando in Terra santa, con Guelfo di Baviera, morì nei pressi di Antiochia, dove venne sepolto, Guglielmo gli succedette, sotto la reggenza dello zio Stefano, che poco dopo, sempre nel 1101, assieme a Stefano, conte di Blois, Châteaudun, Chartres e Meux, si aggregò a coloro che presero parte alla crociata del 1101, come conferma ancora Alberto di Aquisgrana, per cui Guglielmo governò da solo la contea di Borgogna e divenne reggente della contea di Macon, per conto anche del cuginetto Rinaldo.
Suo zio, Stefano, morì in Terra Santa, dopo la seconda Battaglia di Ramla del 1102, ancora secondo Alberto di Aquisgrana, decapitato assieme a Stefano di Blois dopo essere stato catturato dai Saraceni a Ramla. Anche Guglielmo di Tiro, arcivescovo, nel XII secolo, della città di Tiro, nell'odierno Libano, nel suo Historia rerum in partibus transmarinis gestarum, riporta la morte di Stefano. Guglielmo divenne unico conte di Borgogna e continuò ad essere reggente dellaconte di Mâcon, per conto anche del cuginetto Rinaldo.
Durante il suo governo iniziò un graduale processo di distacco della contea di Borgogna dall'impero, in quanto l'imperatore del Sacro Romano Impero Enrico V, che era anche re di Arles o delle due Borgogne, non solo non risiedeva in Borgogna, ma se ne disinteressava, cosicché molte decisioni che erano prese in Borgogna e Provenza, non passavano più al vaglio dell'imperatore.
Nel 1119 lo zio Guido di Borgogna salì al soglio pontificio con il nome di Callisto II, come ci conferma Orderico Vitale.
Nel 1125, Guglielmo morì a seguito di un complotto dei suoi baroni, ed il figlio, Guglielmo, gli subentrò nei titoli di conte di Borgogna e di co-conte di Mâcon, assieme al cugino Rinaldo.

## Matrimonio e discendenza
Verso il 1107, Guglielmo aveva sposato Agnese di Zähringen, come ci viene confermato dalla Relatio Piis Operibus Ottonis Episcopi Bambergensis (Agnate palatina comitissa), figlia del duca di Zähringen, Bertoldo II (sempre la Relatio Piis Operibus Ottonis Episcopi Bambergensis la definisce sorella del duca di Zähringen, Corrado I) e della moglie Agnese di Rheinfelden, figlia di Rodolfo di Rheinfelden. La parentela di Agnese viene confermata anche dalle Gesta Friderici Imperatoris Ottonis Frisingensis, dove riferendosi al figlio di Guglielmo II, Guglielmo, detto il Bambino, viene identificato come figlio della sorella di Corrado I di Zähringen (Conradi vero ducis sororis filius).
Guglielmo da Alice ebbe un solo figlio:
- Guglielmo[17] (1110-1127)

### Fonti primarie
- (LA)  Monumenta Germaniae Historica, Scriptores, tomus XV.2.
- (LA)  Monumenta Germaniae Historica, Scriptores, tomus XX.
- (LA)  Recueil des chartes de l'abbaye de Cluny. Tome 4.
- (LA)  Recueil des chartes de l'abbaye de Cluny. Tome 5.
- (LA)  ALBERT OF AIX, HISTORIA HIEROSOLYMITANAE EXPEDITIONIS.
- (LA)  Historia Ecclesiastica, tomus III.
- (LA)  Saeculum XII. Orderici Vitalis, Historia ecclesiastica. Tomus unicum.
- (LA)  WILLIAM OF TYRE, HISTORIA RERUM IN PARTIBUS TRANSMARINIS GESTARUM.
- (LA)  LE CARTULAIRE DE MARCIGNY-SUR-LOIRE: 1045-1144[collegamento interrotto].

### Letteratura storiografica
- William B. Stevenson, "La prima crociata", cap. XX, vol. IV (La riforma della chiesa e la lotta fra papi e imperatori) della Storia del Mondo Medievale, 1979, pp. 718–756.
- Paul Fournier, "Il regno di Borgogna o d'Arles dal XI al XV secolo", cap. XI, vol. VII (L'autunno del Medioevo e la nascita del mondo moderno) della Storia del Mondo Medievale, 1981, pp. 383–410.